# مؤسسه مطالعه جنگ
مؤسسه مطالعات جنگ (ISW) یک اندیشکده مستقر در ایالات متحده است که در سال ۲۰۰۷ توسط کیمبرلی کاگان تأسیس شد و در زمینه مسائل دفاعی و امور خارجی تحقیق و تحلیل می‌کند. این مؤسسه در مورد جنگ سوریه، جنگ در افغانستان و جنگ عراق، «با تمرکز بر عملیات نظامی، تهدیدات دشمن، و روندهای سیاسی در مناطق مختلف درگیری»، گزارش تهیه کرده است. این مؤسسه در حال حاضر در مورد حمله ۲۰۲۲ روسیه به اوکراین گزارش‌های روزانه منتشر می‌کند.

## موضع و نفوذ سیاسی
در ۲۵ مه ۲۰۱۰، کاگان در یک جلسه توجیهی در کاپیتول هیل با تمرکز بر بحران سیاسی عراق شرکت کرد که شامل سخنانی از سمیر صمیدعی سفیر عراق و کنت پولاک، عضو ارشد نهاد بروکینگز بود. کاگان همچنین در کنار مایکل اوهانلون در یک رویداد مؤسسه بروکینگز تحت عنوان «چشم‌انداز آینده افغانستان: ارزیابی نتیجه انتخابات ریاست جمهوری افغانستان» شرکت کرد. همچنین کاگان به‌طور رسمی در تیم ارزیابی طرح کمپین مشترک برای نیروهای چند ملیتی - مأموریت آمریکا در عراق - در اکتبر ۲۰۰۸، و به عنوان بخشی از تیم مشاور غیرنظامی برای بررسی استراتژیک سنتکام در ژانویه ۲۰۰۹ مشارکت کرد.

## پژوهش
تحقیقات ISW به سه دسته اصلی تقسیم می‌شود: پروژه عراق، پروژه افغانستان، و پروژه امنیت خاورمیانه.

### پروژه افغانستان
پروژه افغانستان ISW کارایی عملیات افغانستان و ائتلاف را برای برهم زدن شبکه‌های دشمن و تأمین امنیت مردم نظارت و تجزیه و تحلیل می‌کند و در عین حال نتایج انتخابات ریاست جمهوری افغانستان در سال ۲۰۱۰ را نیز ارزیابی کرد.

### پروژه عراق

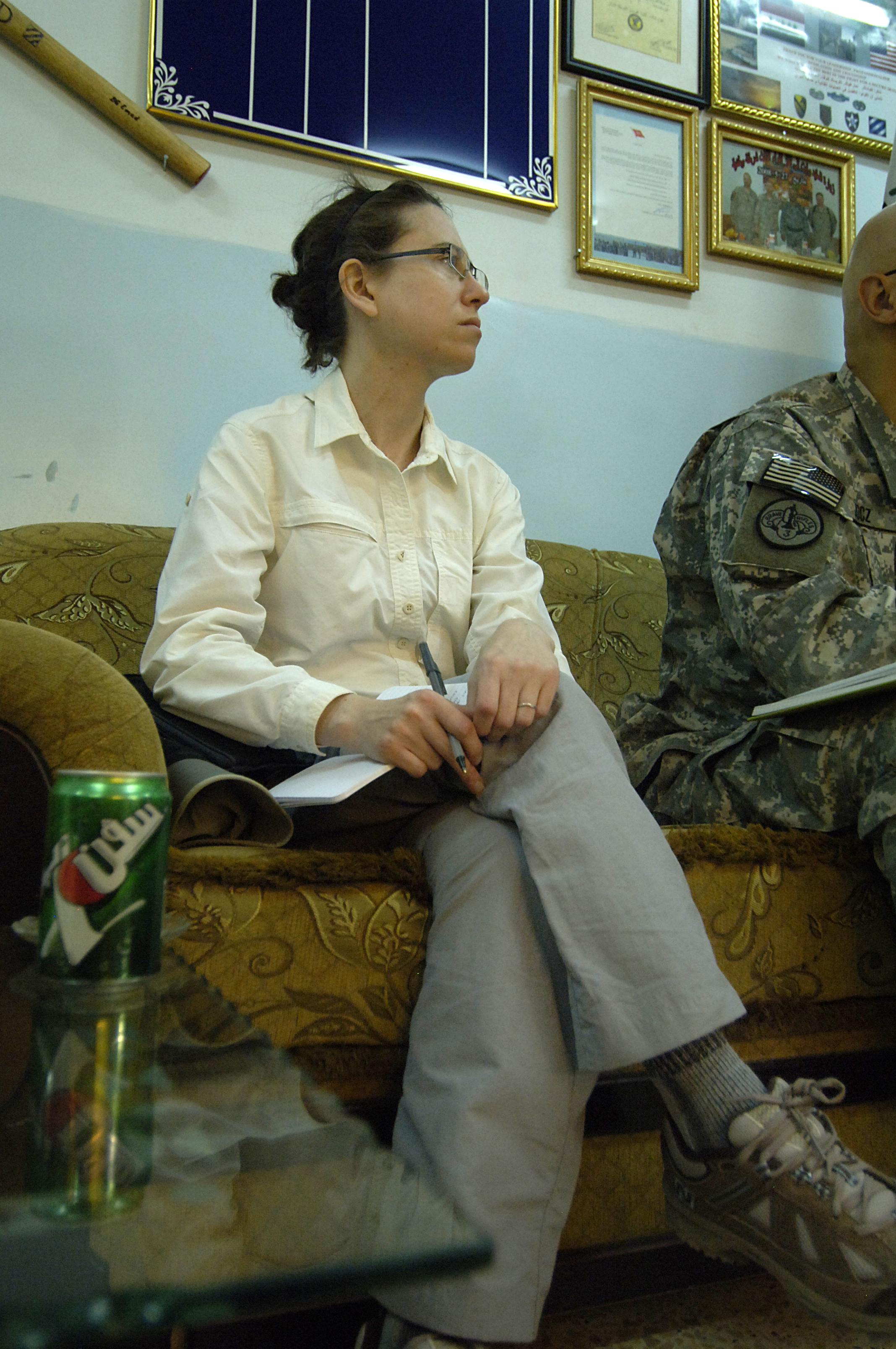
کیمبرلی کاگان در عراق، ۲۰۰۸

در پروژه عراق ISW گزارش‌های کاملاً مستندی را تهیه می‌کند در واقع این مؤسسه، پویایی‌های امنیتی و سیاسی در حال تغییر در عراق را رصد و تحلیل می‌کند. از زمان پایان عملیات نظامی در عراق و پس از خروج نیروهای آمریکایی از عراق، ISW اکنون تحقیقات خود را بر روی پویایی امنیتی و سیاسی در آنجا متمرکز کرده است.

### پروژه امنیت خاورمیانه

#### ایران
در پروژه امنیت خاورمیانه این مؤسسه گزارش‌هایی در مورد وضعیت ارتش ایران و همچنین نفوذ ایران بر همسایگان خود در منطقه منتشر کرده است. این گزارش‌ها شامل «دو نیروی دریایی ایران» و «نفوذ ایران در سوریه، مصر، عراق و افغانستان» است که با همکاری مؤسسه امریکن اینترپرایز نوشته شده است.
در ۲۶ اکتبر ۲۰۲۲ گزارشی توسط پروژه تهدیدهای حیاتی (CTP) در مؤسسه امریکن اینترپرایز با پشتیبانی مؤسسه مطالعات جنگ (ISW) تهیه شد که در این گزارش آمده است: اعتراضات ضد حکومت ایران در ۲۶ اکتبر به‌طور قابل توجهی گسترش یافت و در حداقل ۳۳ شهر در ۲۳ استان رخ داد. این اعتراضات از زمانی که CTP شروع به انتشار به روز رسانی روزانه اعتراضات در ۲۸ سپتامبر کرد، گسترده‌ترین اعتراضات در یک روز است. هزاران ایرانی برای گرامیداشت چهلمین روز کشته شدن مهسا امینی به خیابان‌ها آمدند. معترضان در ملایر استان همدان یک افسر اطلاعات سپاه را به ضرب گلوله کشتند و از زمان آغاز این موج اعتراضی در ۲۵ شهریور، تعداد کشته‌شدگان نیروهای امنیتی به حداقل ۳۳ نفر افزایش یافت.

## پذیرش
نقشه‌های ISW از تهاجم روسیه به اوکراین در سال ۲۰۲۲ توسط رویترز، فایننشال تایمز، بی‌بی‌سی، گاردین، نیویورک تایمز، واشینگتن پست، به‌صورت مستقل.
برخی از منتقدان ISW را به عنوان یک گروه جنگ طلب واشینگتن توصیف کرده‌اند که طرفدار یک «سیاست خارجی تهاجمی» است. نویسندگان نشریه «ملت و سیاست خارجی» آن را «نئومحافظه‌کار» نامیده‌اند.